# 裴龙虔
裴龙虔（577年—645年10月1日），字龙虔，河东郡闻喜县（今山西省运城市闻喜县）人，出自河东裴氏定著五房之一的南来吴裴，隋朝、唐朝官员。

## 生平
裴龙虔以隋文帝右千牛为起家官，隋炀帝登基后，裴龙虔外任越骑校尉、神水府司马。大业八年（612年），隋炀帝亲自讨伐高句丽时，裴龙虔出任左路第三军长史，回朝后出任仪同三司、鹰扬郎将。大业十三年（617不按包）七月，李渊在晋阳起兵，率领军队渡过黄河进军关中，裴龙虔前往归附，受到李渊的礼遇，出任三卫郎将、银青光禄大夫，很快升任金紫光禄大夫、鼓旗军将，攻克平城县。裴龙虔后因军功出任三卫大将军、太子左卫率、光禄大夫，又出任参旗军将、秦府左三总管。唐朝平定王世充和窦建德后，裴龙虔加上柱国，出镇洺州，很快出任使持节、都督冀贝宗深栾赵等九州诸军事、冀州刺史。刘黑闼反叛后，裴龙虔据守孤城数月，被刘黑闼俘虏。刘黑闼想要任用裴龙虔出任高官，裴龙虔拒绝，厉声说：“我宁可死在国门，怎能在叛贼处获得官位？”刘黑闼为裴龙虔的义节感动，就不杀死他。唐高祖听说后，深深的赞赏裴龙虔。刘黑闼被平定后，裴龙虔再任冀州刺史，很快转任使持节、都督亳谯涡宋颍涂荆成信九州诸军事、亳州刺史。辅公祏作乱时，亳州与其地相邻，裴龙虔展示了威信和谋略，叛军不敢侵犯亳州。裴龙虔又转任使持节、相州诸军事、相州刺史。武德八年十一月卅日（626年1月3日），裴龙虔的父亲裴眺去世，裴龙虔为父亲守丧，丧期结束后出任使持节、连州诸军事、连州刺史。裴龙虔请求告老辞职，因此改任银青光禄大夫。贞观十九年九月六日（645年10月1日），裴龙虔在洛阳私人住宅中去世，虚岁六十九，贞观廿三年十月十四日（649年11月23日）与夫人弘农杨氏合葬于雍州万年县洪固乡毕原。

## 家庭

### 曾祖
- 裴彦远，北魏使持节、平州诸军事、平州刺史[1]

### 祖父
- 裴鉴，西魏秘书监、使持节、宜州诸军事、宜州刺史、邵陵公[1]

### 父母
- 裴眺，北周仪同三司、申州长史、敷城男[1]
- 赵氏，邛州刺史、汝阳公赵奉之女，豫州总管、长川公赵訚侄女[2]

### 兄弟姐妹
- 裴龙臣，唐朝亲卫大都督[2]
- 裴龙颜，唐朝勋卫大都督[2]
- 裴令先，嫁勋州刺史、定襄公柳爽之子穀州长史柳辩[2]
- 裴令光，嫁伊川公赵訚之孙东光县县令赵文昉[2]
- 裴寿儿，嫁华山公杨初之子清河郡郡丞杨善会[2]

### 夫人
- 弘农杨氏[1]

### 子女
- 裴承凤，武周左亲卫、某州司兵参军事、上骑都尉[1]